# Saúl Ortega
Saúl Antonio Ortega Campos (Estado Carabobo, 15 de abril de 1956) es un político venezolano que ha sido diputado a la Asamblea Nacional de Venezuela, en todas sus legislaturas, por el estado Carabobo. Fue miembro de la Asamblea Nacional Constituyente de 1999 y 2017.

## Biografía

### Estudios
Es licenciado en educación por la Universidad de Carabobo, con una maestría en planificación curricular, realizado en la misma casa de estudios.

## Carrera política
En 1974, se une al Partido de la Revolución Venezolana (PRV), ocupando cargos en el ala legal del partido, incluyendo responsabilidad estudiantil de educación media, responsable universitario y Secretario General Regional. También fue miembro del Comité Central Nacional, hasta la disolución del PRV en 1979. En 1980, fundó el Movimiento Gente 80 y un periódico en la Universidad de Carabobo. En 1991, conoce a Hugo Chávez y se integra al Movimiento Bolivariano Revolucionario 200, llegando a ser director político regional del mismo en el Estado Carabobo.
Fue miembro de la Asamblea Nacional Constituyente de 1999, que elaboró la Constitución de la República Bolivariana de Venezuela, por el estado Carabobo, como parte del Movimiento V República (MVR), partido del que fue miembro de la Dirección Ejecutiva Nacional, en 2003.

### Diputado a la Asamblea Nacional
En las elecciones del 30 de junio de 2000, fue elegido Diputado a la Asamblea Nacional (AN), por la circunscripción que integran los municipios Naguanagua y Libertador, del estado Carabobo. Luego, seria reelecto en el cargo en las elecciones parlamentarias de 2005.
|  | 86,00 % |

|  | 04,00 % |

|  | 09,00 % |

Por segunda ocasión seria reelecto en el cargo de diputado por el estado Carabobo, en las elecciones parlamentarias de 2010, aunque en esta ocasión, como candidato del PSUV, siendo el segundo mas votado de su circunscripción al obtener 149.812 votos (16,88%).
|  | 16,90 % |

|  | 16,88 % |

|  | 16,87 % |

|  | 49,23 % |

Dentro de la Asamblea Nacional, integró la comisión permanente de política exterior, el grupo de amistad Venezuela-Rusia y el grupo de amistad parlamentaria con China; además de presidir los comités de postulaciones del Consejo Nacional Electoral, de la defensa pública y del poder judicial.
El 17 de enero de 2008, es aprobada por la Asamblea Nacional conceder el estatus legal de grupos beligerantes a las guerrillas colombianas FARC y ELN, dentro del estado venezolano, a solicitud del diputado Saúl Ortega y diseñada por el presidente Hugo Chávez. El 23 de abril de 2008, fue designado como Primer Vicepresidente de la Asamblea Nacional de Venezuela, en reemplazo de Roberto Hernández, quien fue designado Ministro de Trabajo y Seguridad Social.
Fue parlamentario del Mercosur (conocido también como Parlasur) entre 2013 y 2015, y entre 2016 y 2017. El 26 de febrero de 2015, asumió como Presidente del mismo, siendo el primer venezolano en ocupar el cargo. Previamente, fue elegido como vicepresidente, encabezando la delegación venezolana.
En las elecciones parlamentarias de 2015, fue reelecto nuevamente como diputado por el Estado Carabobo, encabezando la lista del PSUV (GPP), al obtener 439.195 votos (39,91%), a pesar de haber quedado segundo en votación frente a la lista de la Mesa de la Unidad Democrática (MUD), la cual alcanzó 644.642 votos (58,57%).
|  | 58,57 % |

|  | 39,91 % |

|  | 01,43 % |

Para 2017, decide postularse como candidato a diputado de la Asamblea Nacional Constituyente de Venezuela de 2017,a la que fue elegido por el Municipio Libertador de Caracas.Allí se desempeñó como vicepresidente de la comisión de asuntos internacionales.
Posteriormente, en las elecciones parlamentarias de 2020, seria reelecto por cuarta ocasión como diputado por el estado Carabobo, siendo tercero en la lista del PSUV (GPP).
|  | 64,50 % |

|  | 23,34 % |

|  | 12,14 % |

En las elecciones parlamentarias de 2025, seria reelecto a diputado por quinta ocasión, por el circuito que integra al municipio Libertador y a las parroquias Miguel Peña, Santa Rosa, Rafael Urdaneta y Negro Primero del municipio Valencia, en el estado Carabobo.